# Herbert Martin Gröger
Herbert Martin Gröger (* 12. November 1928 in Koźle; † 31. August 2016 in Münster-Wolbeck) war ein deutscher Berufsschullehrer und ein Mitbegründer der katholischen Kommission zum Schutz des ungeborenen Lebens. Über viele Jahre engagierte er sich für Vertriebene und Aussiedler.

## Leben
In seiner Heimatstadt besuchte er die Schule. Nach Krieg und Gefangenschaft absolvierte er eine Gärtnerlehre, besuchte die Höhere Gartenbauschule und legte 1957 das Abitur ab. Nach Studien an der Pädagogischen Hochschule für Landwirtschaftliche Lehrer in Wilhelmshaven wirkte er von 1959 bis 1992 als Lehrer in Münster, zuletzt an der Wilhelm-Emmanuel-von-Ketteler-Schule.
Er gründete 1974 die Kommission zum Schutz des ungeborenen Lebens mit, die schwangeren Frauen Hilfe gewährt. Nach dem Ausstieg aus der staatlichen Schwangerschaftskonfliktberatung 2001 setzte er sich dafür ein, dass die Bischof-Tenhumberg-Stiftung gegründet wurde, die seitdem die Kommission unterstützt.
Gröger setzte sich in der Vertriebenen- und Aussiedlerseelsorge auf Diözesan- und Bundesebene ein. Er war langjähriges Mitglied des Pastoralrats der Breslauer Katholiken, stellvertretender Vorsitzender des Heimatwerkes Schlesischer Katholiken e. V. auf Bundesebene, Mitglied des katholischen Flüchtlingsrates in Deutschland und Diözesanvorsitzender der Arbeitsgemeinschaft der katholischen Vertriebenenorganisationen. Er setzte sich für die Integration der Heimatvertriebenen und Flüchtlingen in Münster und im Münsterland ein. In den 1970er und 1980er Jahren bemühte er sich um Patenschaften, Sprachkurse, Hilfsangebote, Nikolaus- und Weihnachtsfeiern für Spätaussiedler und rief eine Projektgruppe Spätaussiedler beim Stadtkomitee katholischer Verbände ins Leben. Er organisierte viele Hilfstransporte nach Schlesien, die vor allem Kinder- und Altenheimen, Schwesternhäusern und der Theologenausbildung im Bistum Oppeln zugutekamen. Aus dem über 30-jährigen Engagement zum Priesterseminar des Bistums Oppeln erwuchsen auch gemeinsame Kooperationen mit dem Collegium Borromaeum Münster.

## Auszeichnungen
Für seine vielfältigen Verdienste um Kirche und Gesellschaft wurden ihm unter anderem der Päpstliche Silvesterorden (2007), das Bundesverdienstkreuz am Bande (1993) und die Paulus-Plakette (1993) verliehen. Für seine Verdienste um die Theologische Fakultät der Universität Oppeln wurde er mit der Medaille der Universität Oppeln ausgezeichnet.